# Metapioplasta insocia
Metapioplasta insocia är en fjärilsart som beskrevs av Walker 1857. Metapioplasta insocia ingår i släktet Metapioplasta och familjen nattflyn. Inga underarter finns listade i Catalogue of Life.